# (9630) Castellion
(9630) Castellion ist ein Asteroid des Hauptgürtels, der am 15. August 1993 vom belgischen Astronomen Eric Walter Elst an der Sternwarte Caussols (IAU-Code 010) in Südfrankreich entdeckt wurde.
Der Asteroid wurde am 1. Mai 2003 nach dem französischen humanistischen Gelehrten und Philosophen Sebastian Castellio (1515–1563) benannt, dessen Ideen von Toleranz und Religionsfreiheit einen großen Einfluss sowohl auf den Sozinianismus und die frühe Aufklärung als auch auf den Pietismus hatten.